# Tamaraikulampathi
 (novembre 2023).
Tamaraikulampathi  (en Tamoul : தாமரைகுளம் பதி) est l'un des principaux pathi (lieux sacrés) de la religion Ayyavazhi du sud de l'Inde. Il est situé au sud du village de Swamithope (en), tout au sud du Tamil Nadu (district de Kanniyakumari).  C'est le lieu de naissance du seedar (disciple) ayant écrit le principal ouvrage sacré, l’Akilathirattu Ammanai. L'on croit que ce disciple lui-même aurait établi les constructions du Pathi.
Le statut de Pathi, supérieur à celui d'un simple temple, provient du fait que l’Akilathirattu Ammanai a été écrit à cet endroit. Comme l'ouvrage aurait été dicté au disciple dans un rêve par l'intermédiaire du dieu principal, Ayya Vaikundar, cela constitue une manifestation suffisante des activités divines pour octroyer le statut de sacré. Du temps d'Ayya Vaikundar, ce dernier était conduit chaque année en Vâhana à ce pathi.

## Prières et festivals
Comme les autres pathis, les services religieux (panividai) ont lieu trois fois par jour, et certains plus particuliers chaque dimanche. Le festival du Kodiyettru Thirunal commence le second vendredi du mois tamoul de Panguni (de la mi-mars à la mi-avril) et dure onze jours. La cérémonie du Thirdu Eadu-vasippu a lieu pendant le mois tamoul de Karthigai pour dix-sept jours ; à cette occasion, ce pathi est considéré comme le plus sacré des cinq, et la version originale de l'Akilathirattu Ammanai écrite sur feuilles de palmiers est lue pendant sept jours. Le dernier dimanche du mois tamoul de Karthigai, les fidèles entament une procession pour apporter le texte à Swamithopepathi (en), en temps normal le principal des pathi ; le texte est alors lu pendant dix-sept jours, puis les fidèles reviennent à Tamaraikulampathi et terminent la lecture en dix jours.
Un autre festival important célébré par les disciples de l'Ayyavazhi à Thamaraikulampathi est le Vahana bhavani, procession consistant à amener Vaikundar en Vahâna à partir de Swamithopepathi (en). Ce festival ne dure qu'une journée et a lieu le dernier dimanche de mois tamoul de Panguni (mi-mars à mi-avril). C'est l'occasion pour les gens de Swamithopepathi de venir en grand nombre à Muttapathi sous la direction de Payyan ; cette pratique est héritée directement du temps de Vaikundar.

## Structure et architecture
Comme pour les autres pathis, le sanctuaire du Palliyarai est la structure intérieure et centrale de l'ensemble, entourée par un couloir intérieur permettant aux dévots d'y circuler. En face de ce couloir se trouve un hall dans lequel ont lieu les prières. Sivayu Medai se trouve au sud-est du sanctuaire.

## Localisation, statut religieux et administration
Le pathi à est 8 kilomètres au sud-est de la ville de Nagercoil, 7 kilomètres au nord-ouest de Kânyâkumârî et deux kilomètres au sud de Swamithope (en), et à trois kilomètres à l'ouest de la ville historique d'Agastheeswaram (en). On peut s'y rendre directement en bus à partir de Nagercoil et Kânyâkumârî.
Ce pathi aurait été construit par le seedar Ari Gopalan Citar, qui conduisait lui-même les services du Panividai en ces temps. À présent, ce service, les affaires courantes et la gestion globale du pathi relèvent des villageois. Comme il s'agit de l'endroit où Vaikundar a fait écrire le texte sacré au disciple, il est d'une importance égale à celle des autres lieux sacrés. Ce statut de lieu sacré lui est donné par l’Akilathirattu Ammanai.